# رأس أنجلة
رأس أنجلة هو نتوء صخري يقع في بنزرت، تونس. يعتبر أقصى نقطة في شمال القارة الأفريقية منذ عام 2014 متجاوزًا رأس بن سكة الواقع أيضا في تونس. يقع على بعد حوالي 15 كيلومترًا (9.3 ميل) من بنزرت و 22 كيلومترًا (14 ميل) من بحيرة إشكل.

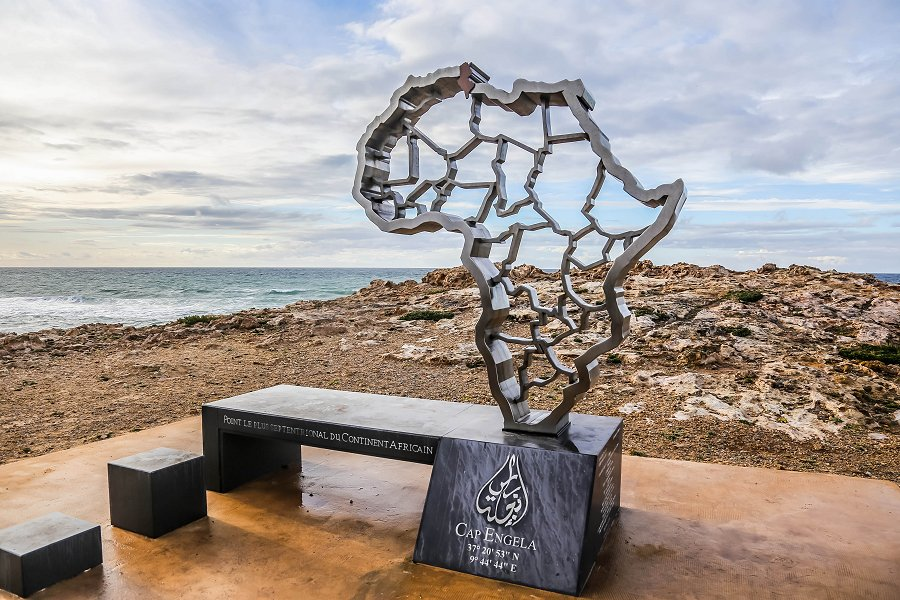
مجسم يمثل رأس أنجلة.
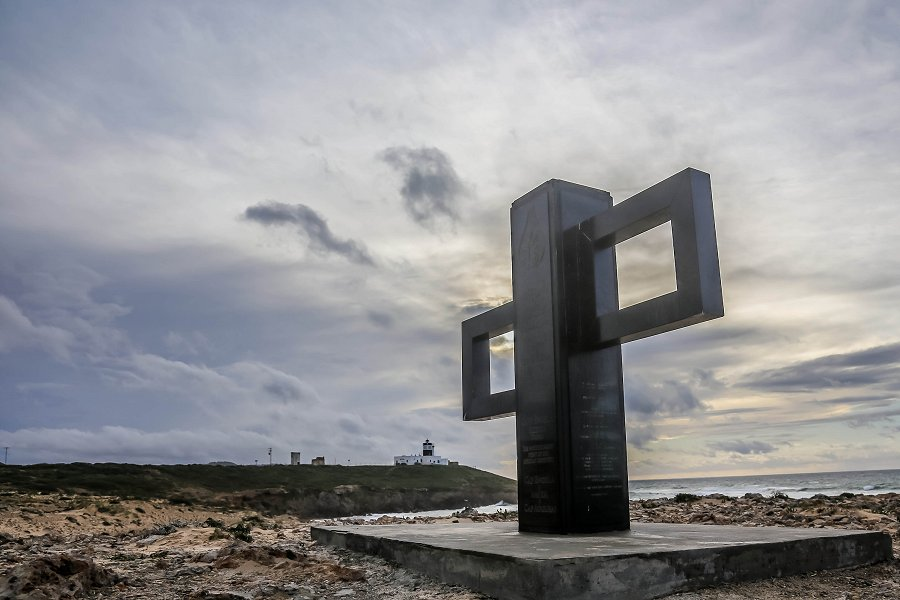
مجسم يمثل رأس أنجلة.

| رأس أنجلة |